# Корейская императорская семья
Эта статья — о корейской правящей династии Ли. Не путать с вьетнамской династией Ли.
Корейская императорская семья (кор. 대한제국의 황실,황실, кит. 大韓帝國皇室) — общее название для обозначения корейской монаршей династии (правящего дома Кореи) Ли от создания государства Чосон в 1392 году до провозглашения империи в 1897 году и упразднения империи японцами в 1910 году.

## История

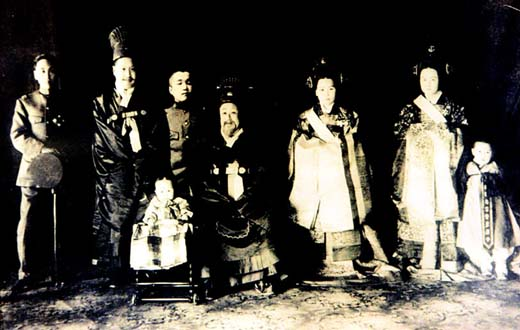
Императорская семья (император Коджон в центре)

Равнобежно с ослаблением Китая опиумными войнами на юге, японцы, по мере роста собственного военно-морского могущества, делали Корею своим стратегическим плацдармом на севере. Корейский плацдарм открывал доступ в Северный Китай японцам, подобно тому как Макао и Гонконг открывали доступ в Южный Китай португальцам и англичанам соответственно.
Всю вторую половину XIX века нарастала напряжённость между Японией и Китаем. Японская империя, вынужденная заключать с западноевропейцами неравноправные договоры, после Реставрации Мэйдзи приобрела вместе с тем западные военные технологии.
Усилившаяся таким образом Япония вынудила государство Чосон подписать корейско-японский договор о мире 1876 года после инцидента у острова Канхвадо.
Япония рассматривала своё прочное экономическое присутствие на Корейском полуострове как залог будущей имперской экспансии по всей Восточной Азии. Японии удалось добиться значительного экономического влияния в Корее, особенно на юге полуострова, благодаря множеству своих представителей и их торговой предприимчивости; зато в политической сфере огромным влиянием пользовался китайский посланник в Сеуле.
В 1894 году разразилась первая японо-китайская война, которая по  большей части велась на Корейском полуострове.
Правящий дом Чосона в 1894 году, под угрозой вторжения более крупных держав, почувствовал необходимость укрепления национальной целостности и провозгласил Корейскую империю. Король Коджон принял титул Императора, чтобы утвердить независимость Кореи, поставив себя на один уровень с китайскими императорами. Кроме того, к другим иностранным державам обращались за военным снаряжением, особенно к России, чтобы дать отпор японцам.
В 1894 году формально заканчивается период Чосон, поскольку официальное название государства было изменено; однако власть династии сохранялась, хотя и ослабляемая японским вмешательством в её дела.
В 1895 году поражение Китая в войне 1894 года привело к заключению Симоносекского договора, который провозгласил независимость Кореи от Китая. Договор по сути предоставил Японии возможность прямого влияния на корейскую политику.  В самом начале войны японцы совершили в Сеуле правительственный переворот: создали из своих ставленников кабинет министров, окружили вана своими «советниками» и начали от его имени осуществлять реформы. Но обстановка изменилась, когда в апреле 1895 года Франция и Германия вмешались с подачи России в ход переговоров об условиях мира между Китаем и Японией и вынудили последнюю отказаться от своего главного трофея — Ляодунского полуострова. Это событие произвело огромное впечатление на Корею, где увидели, что в мире есть сила, способная противостоять казавшейся столь могущественной Японии — Россия. В результате на смену «прояпонской» группировке при корейском дворе пришла «прорусская», которая выдвинула новый политический курс: «ближе к России, дальше от Японии». Главным инициатором и проводником этого курса стала супруга провозглашённого императора, королева Мин, которая успешно давала укорот японским поползновениям. Этого ей японцы не простили. Её убийство в 1895 году, по-видимому, было организовано японским генералом Миурой Горо.
После смерти супруги ван Коджон утратил всякое влияние на государственные дела. От его имени правили японцы и их ставленники, а он оказался под домашним арестом и проводил дни в постоянном страхе за свою жизнь. По его настоянию еду ему носили из русской дипмиссии и дома американских миссионеров Андервудов в запираемом на ключ ларце. Так продолжалось до 11 февраля 1896 года, когда ван и наследник бежали в российскую дипмиссию. Народ встретил весть об освобождении своего повелителя с ликованием. В русской дипмиссии Коджон и наследник пробыли до 20 февраля 1897 года. Это время стало периодом наибольшего русско-корейского сближения. Затем обстановка относительно стабилизировалась и ван вернулся во дворец.
Флоты Китая и России препятствовали прямому японскому вторжению в Корею до того как не началась русско-японская война. После битвы при Порт-Артуре российский флот оказался заперт на рейде, а России стало не до Кореи.
В 1905 году после ряда морских сражений японский флот вытеснил русский флот из региона. Это поражение русского флота полностью развязало Японии руки в Северном Китае, и Корея была оставлена на милость новой региональной военно-морской сверхдержавы — Японии.
В 1910 году японская аннексия Корейского полуострова фактически положила конец правлению дома Ли.

### Колониальный период
В 1910 году Корея была аннексирована Японией. Последний император Кореи Сунджон был понижен в ранге до короля. Он умер в 1926 году во дворце Чхандоккун (японское название — Сёдокукю).
После аннексии Кореи императорский дом переехал в Японию. Титула «император» корейская императорская семья лишилась при императоре Сунджоне во время Японской оккупации в середине XX века.

### После освобождения
После освобождения Кореи в 1945 году президент Ли Сынман подверг императорскую семью опале, с тем чтобы предотвратить восстановление монархии, поскольку он боялся, что её возвращение уничтожит его влияние как отца-основателя Новой Республики. Правительство Ли Сынмана национализировало большую часть имущества семьи. Императорская семья также обязана была признать ответственность своих предков за «развал нации». Лишённые большей части своего богатства и власти, некоторые члены династии бежали в Соединённые Штаты и Южную Америку. Кроме того, многие из бывших членов ветви семьи Чосон были лишены своих земель и были вынуждены покинуть Корею после того, как военно-республиканское правительство захватило власть на юге Кореи.
В 1963 году новый президент Пак Чонхи позволяет императорской семье, в том числе принцессе Токхе, вернуться в Корею. Однако они могли остановиться только в павильоне Наксон-чже — небольшой резиденции в дворцовом комплексе Чхандоккун в Сеуле. 
Наследник трона Ли Ын женился на японской принцессе Масако Насимото, принявшей в замужестве корейское имя Ли Бангжа́. У них было два сына: Ли Джин и Ли Гу. У его старшего брата Ли Кана было 12 сыновей и 9 дочерей от разных жён и наложниц. 
В 1970 году наследный принц Ын умер после продолжительной болезни, вызванной инсультами. 
В 1982 году Ли Гу (Хо Ын) был принужден другими членами своей семьи развестись со своей американской женой, бывшей Джулией Маллок, из-за ее бесплодия (у пары, однако, была приёмная дочь). Серия неудач в бизнесе оставила принца Гу без поддержки, и он умер в одиночестве в отеле «Grand Prince Akasaka» в Токио 16 июля 2005 года. Этот отель был местом его рождения 74 года назад.
Среди членов императорской фамилии в новейшей истории сохраняются споры о фигуре главы дома. После смерти 16 июля 2005 года принца Ли Гу наследником был объявлен его приёмный сын Ли Вон. Однако, дочь принца Ли Кана, внучка императора Коджона Ли Хэвон оспорила притязания племянника на трон и 29 сентября 2006 года короновалась с титулом Императрица Кореи. Её шаг не поддержали члены королевской семьи Ли.

## Родословие
- Император Коджон (1852—1919) — 26-й глава дома Чосон
  - Император Сунджон (1874—1926) — 27-й глава дома Чосон
  - Принц Ли Кан (1877—1955)
    - Принц Ли Кун (или Геон) (1909—1991)
    - Принц Ли У (1912—1945)
      - Ли Чхун (1936—)

    - Принц Кап (1938—2014)
      - Наследный принц империи Вон (Хвансасон)[англ.] (1962-) — 30-й глава дома Чосон (оспаривается)
        - 1-й сын (1998—)
        - 2-й сын (1999—)

      - Ли Чон

    - Ли Сок[англ.] (1941—) — 30-й глава дома Чосон (оспаривается)
      - Ли Хон (1976—)
      - Ли Чин (1979—)
      - Ли Чон Хун (1980—)

    - Ли Хэвон (1919—2020)

  - Кронпринц Ыймин (1897—1970) — 28-й глава дома Чосон
    - Принц Чин (1921—1922)
    - Наследный принц Хо Ын (Ли Гу) (1931—2005) — 29-й глава дома Чосон

  - Принцесса Ток Хе (1912—1989)
    - Чон Хе